# Jacquot de Nantes
Jacquot de Nantes is een Franse dramafilm uit 1991 onder regie van Agnès Varda.

## Verhaal
In de jaren '30 is Jacques Demy een kleine jongen. Zijn vader is garagehouder en zijn moeder kapster. Het hele gezin houdt van muziek en film. De kleine Jacques koopt een camera en draait zijn eerste amateurfilm.

## Rolverdeling
| Acteur                | Personage           |
| --------------------- | ------------------- |
| Philippe Maron        | Jacquot 1           |
| Édouard Joubeaud      | Jacquot 2           |
| Laurent Monnier       | Jacquot 3           |
| Brigitte De Villepoix | Marilou             |
| Daniel Dublet         | Raymond             |
| Clément Delaroche     | Yvon 1              |
| Rody Averty           | Yvon 2              |
| Hélène Pors           | Reine 1             |
| Marie-Sidonie Benoist | Reine 2             |
| Jérémie Bernard       | Yannick 1           |
| Cédric Michaud        | Yannick 2           |
| Julien Mitard         | René 1              |
| Jérémie Bader         | René 2              |
| Guillaume Navaud      | Neef Joël           |
| Fanny Lebreton        | Kleine vreemdelinge |